# České centrum v Tokiu
České centrum v Tokiu má za úkol prezentovat kulturu České republiky v Japonsku, rozvíjet dialog s japonskou stranou a představit Českou republiku japonské veřejnosti jako moderní a dynamickou zemi. Festival českých filmů v Jokohamě byl 30. 10. 2006 prvním projektem nově otevřeného centra, které od počátku sídlí v budově Velvyslanectví České republiky v Tokiu. Současnou ředitelkou je Eva Takamine.

## Činnost
České centrum Tokio je součástí Českých center podřízených Ministerstvu zahraničí ČR. Realizuje vlastní kulturní akce (výstavy, koncerty, filmová představení, literární večery, konference apod.) i společné putovní projekty všech Center. Spolupracuje také s významnými kulturními institucemi po celém Japonsku, podporuje vzájemný obchod, cestovní ruch a výměnu kontaktů mezi českými a japonskými partnery v oblasti kultury. V rámci svého programu organizuje České centrum Tokio jazykové kurzy češtiny.
Například výstavu Sto let s překlady Karla Čapka navštívila císařovna Mičiko.

## Historie
Historie Českého Centra Tokio sahá do roku 2006, kdy byl jeho prvním ředitelem Petr Holý, kterého ve funkci vystřídala v roce 2013 Eva Takamine.